# Епископ бихаћко-петровачки Сергије
Сергије (световно Зоран Карановић; Бачка Паланка, 4. јул 1975) епископ је бихаћко-петровачки и епископ војни. Бивши је епископ франкфуртски и све Њемачке (2014—2017).

## Биографија
Епископ Сергије (Зоран Карановић) рођен је 4. јула 1975. године у Бачкој Паланци, СФРЈ. Родитељи су му Петар и Мика рођ. Бенић. Основну школу је завршио у родном мјесту. Године 1990, благословом епископа бачког Иринеја (Буловића), отишао је у Богословију Света Три Јерарха у манастир Крку. Школовање завршава 1995. године, а уочи самог егзодуса и страдања крајишких Срба. Исте године добија благослов и канонски отпуст од епископа бачког и пријем у Епархију бихаћко-петровачку. Замонашен је 12. августа 1995. године у манастиру Гомионица, а постао је причислен братији историјског манастира Рмањ у Мартин Броду.
Недуго прије завршетка рата у Босни и Херцеговини, заједно са братијом манастира Рмањ, био је прогнан у Србију гдје га је примио тадашњи епископ банатски Хризостом Столић и распоредио на службу у манастиру Војловица код Панчева. Дана 31. октобра 1995. године рукоположен је у чин ђакона. Исте године је уписао Православни богословски факултет у Београду. Благословом епископа бихаћко-петровачког Хризостома (Јевића) прекинуо је редовне студије и 1996. године отишао у Њемачку на испомоћ епископу средњоевропском Константину (Ђокићу) у манастир Пресвете Богородице у Химелстиру.
Након завршетка овог послушања вратио се у свој матични манастир Рмањ у Мартин Брод гдје је обављао дужност економа. Рукоположен је у чин презвитера дана 5. априла 1998. године у Шипову. Исте године је постављен за администратора парохија у Дрвару, Прекаји и Великом Цвјетнићу. Године 2000. постављен је за архијерејског замјеника у дијелу Епархије бихаћко-петровачке на територији Федерације Босне и Херцеговине.
Одликован је чином синђела на празник Вазнесења Господњег, дана 13. јуна 2002. године у Дрвару. На Благовијести, дана 7. априла 2004. године у манастиру Рмањ, произведен је у чин протосинђела. Године 2005. уписао је студије православне теологије на Аристотеловом универзитету у Солуну које је завршио 2010. године. Дана 5. октобра 2008. године одликован је чином игумана у манастиру Рмањ. Затим, у чин архимандрита произведен је благословом епископа бихаћко-петровачког Атанасија (Раките), а руком епископа далматинског Фотија (Сладојевића), на Благовијести дана 7. априла 2014. године у манастирској светониколајевској обитељи у Рмњу.

## Епископ
На редовном засједању Светог архијерејског сабора од 23. маја 2014. године изабран је за епископа средњоевропског након умировљења епископа Константина (Ђокића). Хиротонисан је 26. јула 2014. године у Саборном храму Светог архангела Михаила у Београду. Свечани чин устоличења обављен је 7. септембра исте године од патријарха српског Иринеја у манастиру Успења Пресвете Богородице у Химелстиру у Њемачкој. Сљедеће године, на предлог епископа Сергија, административно сједиште Епархије средњоевропске је премјештено у Франкфурт, а епархија преименована у Епархију франкфуртску и све Њемачке.
Владика Сергије је завршио постдипломске студије на Православном богословском факултету Свети Василије Острошки у Фочи. На редовном засједању Светог архијерејског сабора од 24. маја 2017. године изабран је за епископа бихаћко-петровачког након што је дотадашњи епископ Атанасије (Ракита) изабран за епископа милешевског. Устоличен је 10. септембра 2017. године у Цркви Светих апостола Петра и Павла у Босанском Петровцу. Обавља дужност војног епископа у Оружаним снагама Босне и Херцеговине.